# Pródromo
Pródromo (do grego, πρόδρομοι, "precursor" ou "que corre na frente") foi um tipo de cavalaria ligeira grega que desempenhava funções de combate, escolta e correio. Pertencia à cavalaria ateniense e foi criada com o intuito de substituir os arqueiros a cavalo.
Pródromos também serviram o exército de Alexandre da Macedônia, que posicionou quatro desses esquadrões no início de sua campanha. Todavia, enquanto a cavalaria ateniense fora equipada com dardos os macedônios usavam a sarissa, pelo que também são conhecidos como sarissóforos.